# نايس غيتينجي
نايس غيتينجي (بالإنجليزية: Nice Githinji)‏، هي مُمثلة ومُنتجة كينية. رُشحت نايس سنة 2009 لنيل جائزة أفضل مُمثلة في حفل توزيع جوائز كلاشا عن دورها في فيلم «جميع البنات معا» (بالإنجليزية: All Girls Together)‏.

## روابط خارجية
نايس غيتينجي على موقع IMDb (الإنجليزية)
- نايس غيتينجي على موقع قاعدة بيانات الفيلم (الإنجليزية)